# Jutta Häser
Jutta Häser (* 9. Februar 1961 in Oberhausen) ist eine deutsche Vorderasiatische Archäologin.
Jutta Häser studierte Vorderasiatische Archäologie, Altorientalistik sowie Ur- und Frühgeschichte in Göttingen, Århus (Dänemark) und Berlin. Sie promovierte 1998 an der Freien Universität Berlin mit einer Dissertation zum Thema Siedlungsarchäologie in der Jebel-Marra-Region (Darfur/Sudan). Archäologischer Einsatz von Fernerkundungsdaten im Sahelgebiet.
Häser war wissenschaftliche Mitarbeiterin an der Orient-Abteilung des Deutschen Archäologischen Instituts (DAI) in Berlin und beschäftigt sich mit der Siedlungsarchäologie im Vorderen Orient und im Sudan. Sie leitete von 1999 bis 2004 das archäologische Arbeitsfeld im Projekt „Transformationsprozesse in Oasensiedlungen in Oman“. 
Seit 2004 ist Jutta Häser gemeinsam mit Dieter Vieweger Co-Direktorin im Gadara Region Project und der Ausgrabung auf dem Tall Zira'a. Von 2004 bis 2013 war sie Direktorin des Deutschen Evangelischen Instituts für Altertumswissenschaft des Heiligen Landes (DEIAHL) in Amman. Von 2014 bis 2016 war sie Forschungsstipendiatin der Gerda Henkel Stiftung und verfasste eine Studie zur byzantinischen Zeit in Nordjordanien. Seit 2017 hat sie die lokale Leitung des von der Gerda Henkel Stiftung finanzierten Kooperationsprojektes des DEIAHL und des Department of Antiquities of Jordan zum „Kulturgüterschutz in Jordanien“ übernommen.

## Schriften
- Soft–Stone Vessels from Shimal and Dhayah/Ras al–Khaimah, U.A.E. In: Klaus Schippmann (Hrsg.): Golf–Archäologie. Internationale Archäologie 6, Buch am Erlbach 1991, ISBN 3-924734-24-0, S. 221–232.
- Siedlungsarchäologie in der Jebel–Marra–Region (Darfur/Sudan). Archäologischer Einsatz von Fernerkundungsdaten im Sahelgebiet, Internationale Archäologie 55, Rahden/Westf. 2000, ISBN 978-3-89646-327-2
- Archaeological results of the 1999 and 2000 Survey Campaigns in the Wadi Bani 'Awf and in the al-Hamra-Region. In: Proceedings of the Seminar for Arabian Studies 33, 2003, S. 21–30. online-version (PDF; 466 kB)
- Prehistoric Agricultural Water-Management on the Oman Peninsula. In: Hans-Dieter Bienert/Jutta Häser (ed.): Men of Dikes and Canals: The Archaeology of Water in the Middle East. International Symposium held at Petra, Wadi Musa (H. K. of Jordan) 15–20 June, 1999. Orient-Archäologie 13, Rahden/Westf. 2004, ISBN 3-89646-643-7, S. 415–421.
- Ancient Tunnel Systems in Northern Jordan. In: Studies in the History and Archaeology of Jordan VIII, Amman 2004, S. 155–159.
- Eine Perle an der Küste Omans. In: Antike Welt. 39/1, 2008, ISSN 0003-570X, S. 47–52.
- Dieter Vieweger, Jutta Häser (Hrsg.): Tall Zirā'a – Gadara Region Project (2001–2016) Vol. 1 Introduction, 2017 online-Publikation